# 比尔斯泰因 (奥地利)
比尔斯泰因（德語：Bildstein）是奥地利福拉尔贝格州布雷根茨县的一个市镇。总面积9.14平方公里，总人口768人，人口密度84.0人/平方公里（2005年）。